# Neolebias lozii
Neolebias lozii és una espècie de peix de la família dels citarínids i de l'ordre dels caraciformes.

## Morfologia
- Els mascles poden assolir 1,8 cm de longitud total.[4]

## Alimentació
Menja petits invertebrats aquàtics.

## Hàbitat
És un peix d'aigua dolça i de clima tropical.

## Distribució geogràfica
Es troba a Àfrica: Zàmbia.